# 川上彩
川上 彩（かわかみ あや、9月1日 - ）は、日本の女性声優。東京都出身。賢プロダクション所属。

## 略歴
中学・高校時代は吹奏楽部やオーケストラの楽団で打楽器を担当していた。
明治大学文学部文学科演劇学専攻卒。大学時代はアイドル好きだったこともあり、演劇学に結び付けてアイドル研究を行っていた。
スクールデュオ卒業生。2015年4月1日より賢プロダクション所属。

## 人物
特技はドラム、打楽器演奏、水泳。趣味は仏像鑑賞、アイドル鑑賞。
資格は日商簿記検定試験2級。

## 出演

### テレビアニメ
2015年
- パックワールド

2016年
- 僕のヒーローアカデミア（2016年 - 2023年、出久の母〈緑谷引子〉、オールマイトのファン、勝己の友人） - 5シリーズ
- 甲鉄城のカバネリ（小太郎、侍女、狩方衆、母親）

2017年
- ハンドシェイカー（女性）
- パズドラクロス（秘書官）
- バチカン奇跡調査官（トニオ、平賀エイダ）
- いぬやしき（弟、女キャスター）
- アイカツスターズ!（カメラマン、女子アナ）
- 名探偵コナン（2017年 - 2019年、女性、マネージャー、日高）

2018年
- 若おかみは小学生!（クラスメート、男子生徒1、女性客2）
- レイトン ミステリー探偵社 〜カトリーのナゾトキファイル〜（リズ・ウェインズ）
- 妖怪ウォッチ シャドウサイド（ゆみ）
- ソードアート・オンライン アリシゼーション（農夫の妻）

2019年
- ブギーポップは笑わない（小宮真理子）
- GO!GO!アトム（2019年 - 2020年、OT2）
- アサシンズプライド（講師、ワルキューレ）

2020年
- 地縛少年花子くん（葵の母）
- ギャルと恐竜（アナウンサー、ホラー映画女性）
- 魔女の旅々（主婦C）

2021年
- ワンダーエッグ・プライオリティ（桃恵の母）
- スライム倒して300年、知らないうちにレベルMAXになってました（「冴えた鷲」女将、村人A）
- 聖女の魔力は万能です（アイラ母）
- ゾンビランドサガ リベンジ（主婦）
- すばらしきこのせかい The Animation（客A）
- ドラえもん（テレビ朝日版第2期）（ナレーション、和菓子屋店員）

2022年
- ふしぎ駄菓子屋 銭天堂（生徒）

2023年
- ひろがるスカイ!プリキュア（市民、生徒、少女、緑の孫、ゆうき 他）
- 江戸前エルフ（肉屋のおばさん、歌声、女性A）

2024年
- 魔法少女にあこがれて（うてなの母）

2025年
- 誰ソ彼ホテル（ルリの母）
- 青春ブタ野郎はサンタクロースの夢を見ない（マネージャー）
- フェルマーの料理（広瀬一太郎〈子供〉）

### 劇場アニメ
- ルドルフとイッパイアッテナ（2016年）
- 甲鉄城のカバネリ 海門決戦（2019年、小太郎、子供）

### Webアニメ
- ポケモンマスターズ トレーナー大集結スペシャルアニメーション（2019年、ミニスカートの女[6]）
- 終末のワルキューレ（2021年、ランドグリーズ[7]）

### ゲーム
- ロボットガールズZ ONLINE（2015年、ブライ大帝[8]）
- ワールドフリッパー（2017年、エヴリン）
- アサシン クリード オデッセイ（2018年、カサンドラ〈幼少期〉）
- OCTOPATH TRAVELER（2018年）
- ポケモンマスターズ（2019年、ミニスカートの女）
- ドラゴンクエストX いばらの巫女と滅びの神 オンライン（2019年、ジルガモット、シウバ[9]）
- GALAXYZ（2019年、シーダ）
- ウォッチドッグス レギオン（2020年、プレイアブルキャラクター）
- OCTOPATH TRAVELER 大陸の覇者（2020年、セシリー）
- sin 七つの大罪 X-TASY（2021年、シルヴィ[10]）
- クアリー 〜悪夢のサマーキャンプ（2022年、ケイトリン）
- ファイナルファンタジーVII リバース（2024年）

### 吹き替え

#### 映画
- アップサイドダウン・マジック
- アメリカン・ガール・ストーリー〜メリーエレン 1955年 最高のクリスマス〜（ベンジー）
- 思いやりのススメ（レポーター女）
- オン・ザ・カム・アップ
- オン・ザ・ロック（フィオナ〈ジェシカ・ヘンウィック〉）
- こころに剣士を（母親）
- セバーグ 〜素顔の彼女〜（リネット〈マーガレット・クオリー〉）
- チャーリーズ・エンジェル（船の少女）
- ファンタスティック・ビーストと魔法使いの旅（チャスティティ・ベアボーン〈ジェン・マーリー〉[11]）
- ブラッドショット（ジーナ・ギャリソン〈タルラ・ライリー〉[12]）
- ポップ・ガン（ドゥーラグ〈アイザイア・バーンズ〉）
- メイズ・ランナー: 最期の迷宮（少女）

#### ドラマ
- アイビー＋ビーン（ナンシー）
- アメリカを荒らす者たち（サラ・ピアソン）
- アメリカン・ゴッズ（オシュン）
- 暗黒と神秘の骨（ゾーヤ）
- WALKER/ウォーカー
- ガール・ミーツ・ワールド（メグ）
- キャンプ・キキワカ（ヘイゼル）
- KILLJOYS/銀河の賞金ハンター（ジェニー）
- クイーン・オブ・ザ・サウス 〜女王への階段〜
- グレイズ・アナトミー14（ダリア）
- 刑事フォイル 反逆者の沈黙（アグネス・リトルトン）
- ザ・クラウン シーズン3（サラ）
- 産婦人科医アダムの赤裸々日記
- シカゴ・ファイア（ジアナ・マッキー〈アドリヤン・レイ〉）
- シカゴ・メッド シーズン2（エミー）
- スーパースティション: 悪霊退治（若者女）
- S.W.A.T. シーズン2（ジェリーナ）
- タイムレス シーズン2（ティーガン）
- デアデビル シーズン2（少女）
- トランスペアレント シーズン3（男子生徒）
- ニックのいたずら（スアン）
- NYガールズ・ダイアリー 大胆不敵な私たち
- ハイスクール・ミュージカル:ザ・ミュージカル（アシュリン〈ジュリア・レスター〉）
- ハノーバー高校落書き事件簿（サラ・ピアソン）
- ファウンデーション（アズラ）
- フォー・ウェディング 〜恋するロンドンライフ〜（ジェマ）
- THE FLASH/フラッシュ（女性アナウンサー）
- プリティ・シュート!（カーラ、マックス）
- プリティ・リトル・ライアーズ シーズン7（アディソン・ディレンジャー）
- ボクらを見る目（アイシャ）
- Mr.イグレシアス（ホイットニー）
- Major Crimes 〜重大犯罪課 シーズン5（インドラ）
- 令嬢アンナの真実（ハイジ）
- レガシーズ（デイナ）
- レジデント 型破りな天才研修医（シーラ）

#### アニメ
- おしゃれにナンシー・クランシー
- スパイダーマン:スパイダーバース[13]
- DCスーパーヒーロー・ガールズ（ジェシカ・クルーズ〈グリーンランタン〉、メラ）
- プリンセス・マヤと3人の戦士たち（テカ王妃、ボーン、ドクロ）
- ミラキュラス レディバグ&シャノワール（アルヤ / レディー・ワイファイ / リナルージュ / リナレイジ / オブリビオ、ミレイユ、フラッフ）
- レゴ®DCスーパーヒーロー・ガールズ：アクアマン（ジェシカ・クルーズ〈グリーンランタン〉）
- レゴ®DCスーパーヒーロー・ガールズ：スーパーヴィラン・ハイスクール（ジェシカ・クルーズ〈グリーンランタン〉）

### ナレーション
- 公益社団法人 日本フォークダンス連盟「学校フォークダンス例示曲〜小学校編〜」[14]
- 公益社団法人 日本フォークダンス連盟「学校フォークダンス例示曲〜中学校･高等学校編〜」

### ボイスオーバー
- おたすけJAPAN
- ゴードン・ラムゼイ：秘境の青空キッチン
- スポーツという名の宗教
- 世界がザワついた（秘）映像 ビートたけしの知らないニュース
- 特捜X実録映像コップ
- BS世界のドキュメンタリー「ホビーホース!ガールズ」[15]
- 尾行バラエティ ドコへ行くのか!?
- 5ファーストデート
- 僕たち盲導犬候補生（タミー）
- ヤバいよ!怪奇探偵団
- リアル・ガールズ・イン・プリズン Season2（ティファニー）
- ワールド犯罪ミステリー

### シリーズ一覧
1. ↑  第1期（2016年）、第2期（2017年）、第3期（2018年）、第5期（2021年）、第6期（2023年）

### 初出話一覧
1. ↑  第2話初出
2. ↑  第4話初出
3. 1 2 3  第7話初出
4. ↑  第13話初出
5. ↑  第39話初出
6. ↑  第1話初出
7. 1 2 3  第3話初出
8. ↑  第6話初出